# Pilaria flava
Pilaria flava är en tvåvingeart som först beskrevs av Garrett 1925.  Pilaria flava ingår i släktet Pilaria och familjen småharkrankar. Inga underarter finns listade i Catalogue of Life.